# Dassault Mirage IV
Дассо «Міраж» IV (фр. Dassault Mirage IV) — французький всепогодний стратегічний надзвуковий бомбардувальник. Здійснив перший політ 17 червня 1959 року. Серійно вироблявся в 1963—1968 (випущено 66 літаків, включаючи 62 серійних), перебував на озброєнні ВПС Франції в 1964—2005 роках.

## Тактико-технічні характеристики
Дані наведено за виданням: Ільїн В. Є., Левін М. А. Бомбардувальники. Т.1. — М.: Вікторія, АСТ, 1997. — С. 81.

### Технічні характеристики
- Екіпаж: 2 людини
- Довжина: 23,49 м
- Розмах крила: 11,85 м
- Висота: 5,40 м
- Площа крила: 78,0 м²
- Маса порожнього: 14 500 кг
- Маса нормальна злітна: 31 600 кг
- Маса максимальна злітна: 33 475 кг
- Запас палива у внутрішніх баках: 14 000 л
- Двигуни: 2 × турбореактивних SNECMA «Атар» 9K-50
  - З максимальною тягою: 4700 кгс
  - На форсажу: 7000 кгс

### Льотні характеристики
- Максимальна швидкість: 2695 км/год (2,2 Маха)
  - На висоті 13 125 м: 2340 км/год
  - Біля землі: 1225 км/год
- Бойовий радіус: 1240 км
- Перегоночна дальність з ППБ: 4000 км
- Практична стеля: 20 000 м
- Швидкопідйомність: 43,1 м/с
- Посадочна швидкість: 260 км/год
- Довжина розбігу: 1700 м (при максимальній злітній масі)
- Довжина пробігу: 700 м (при максимальній посадочної маси)
- Питоме навантаження на крило: 405—429 кг/м²
- Тягооснащеність: 0,46

### Озброєння
- Ядерна бомба (AN-11 або AN-22) або
- Ракета «повітря—поверхня» з термоядерною боєголовкою (ASMP)